# Paläontologisches Museum München

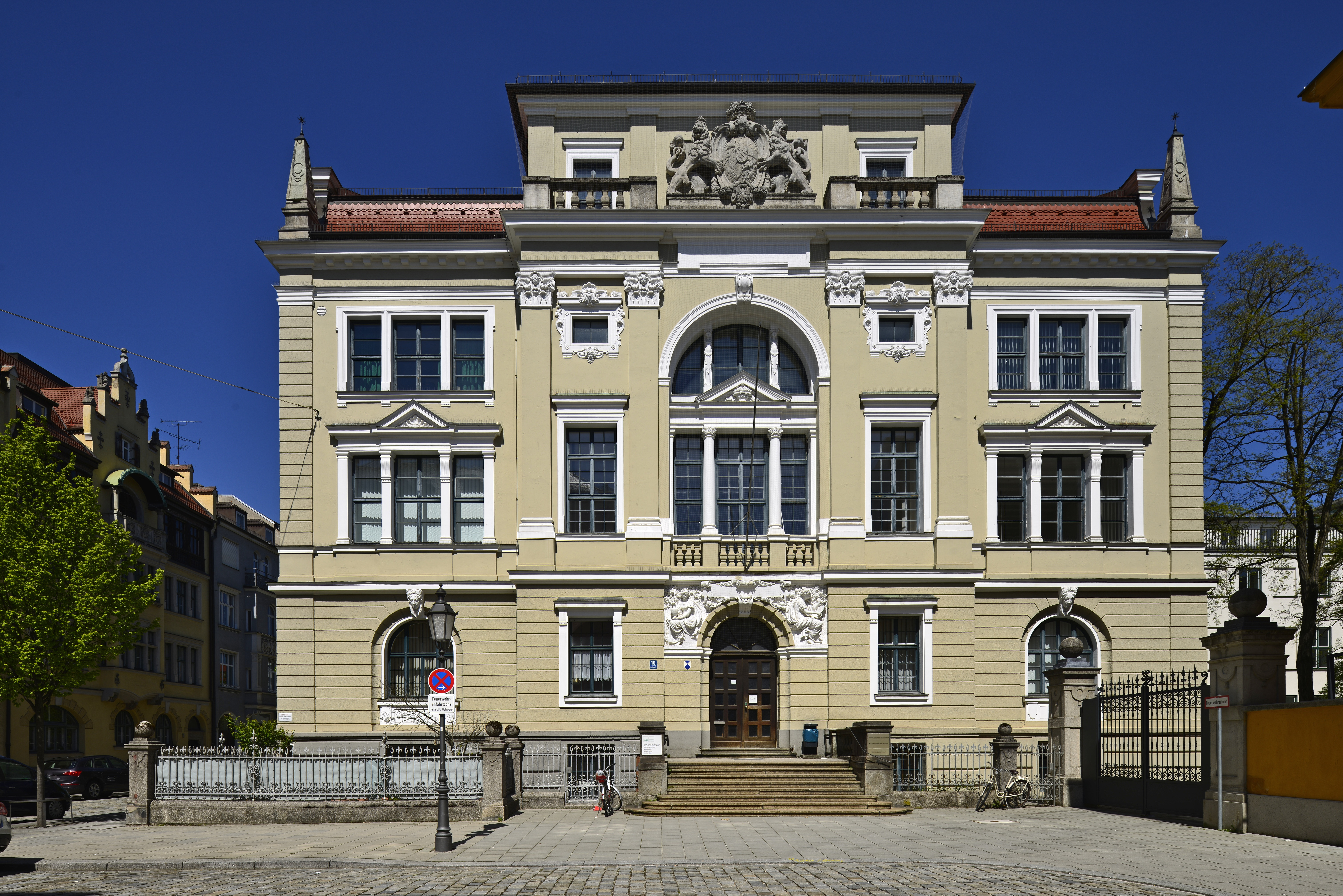
Fassadenansicht Paläontologisches Museum.

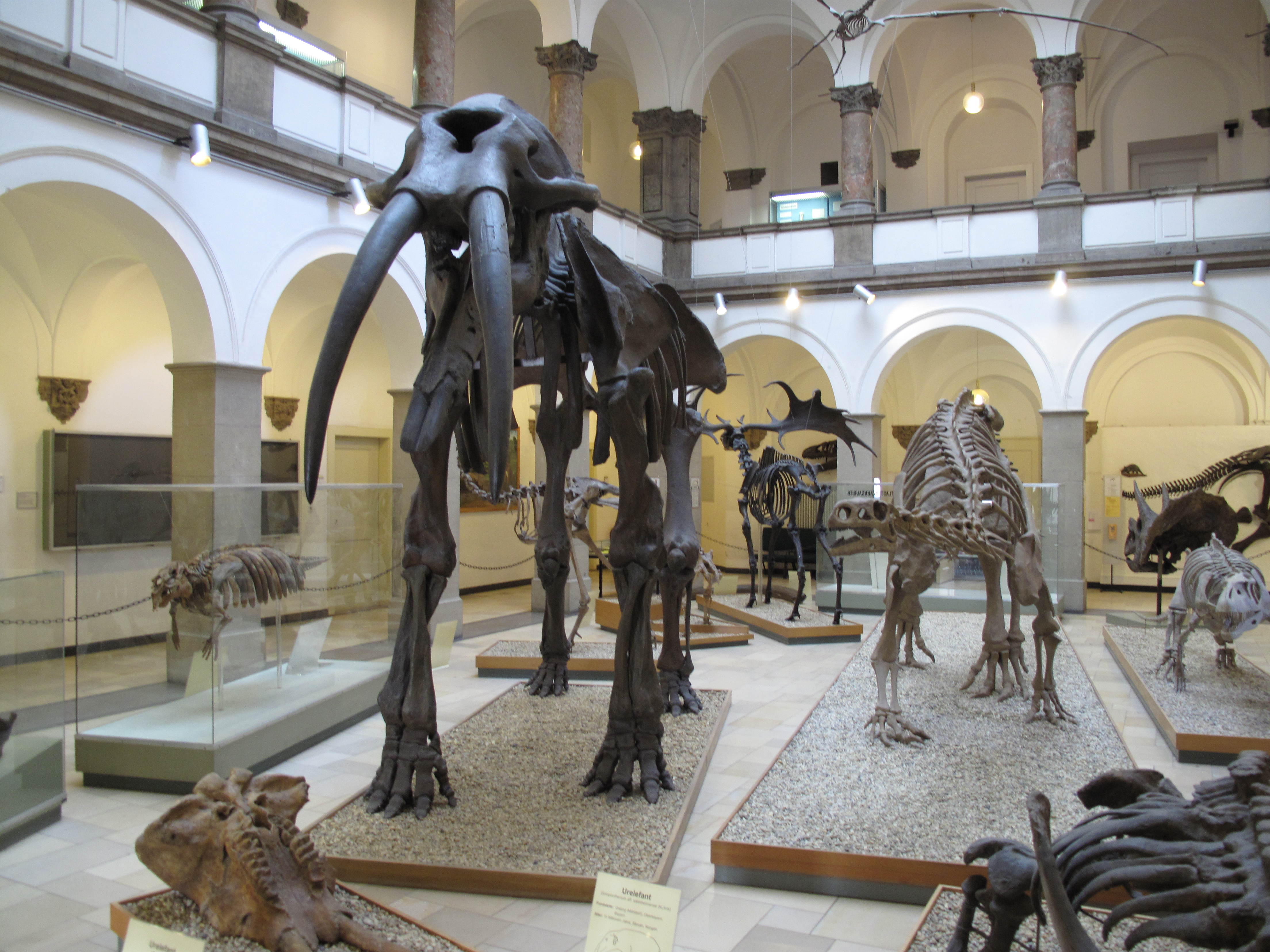
Ausstellung im Paläontologischen Museum.

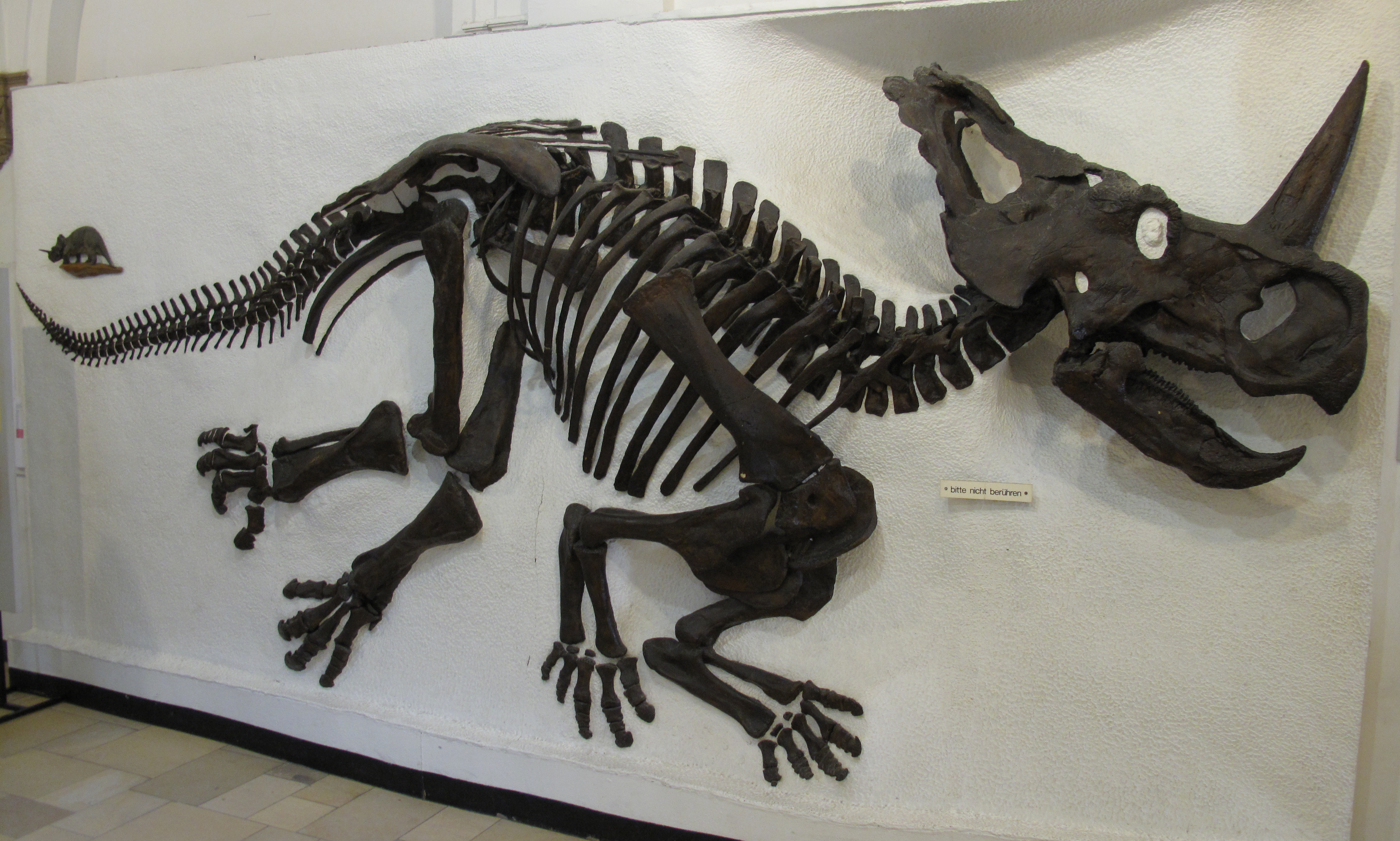
Ein Horndinosaurier (Monoclonius nasicornus) im Paläontologischen Museum.

Das Paläontologische Museum München ist ein öffentlich zugänglicher Teil der  Bayerischen Staatssammlung für Paläontologie und Geologie in der Nähe des Münchener Königsplatzes im Kunstareal München.

## Museumsgebäude
Das Gebäude des Paläontologischen Museums München in der Richard-Wagner-Straße 10 wurde von Leonhard Romeis entworfen. Das eklektische Museumsgebäude stammt aus der Wende zum 20. Jahrhundert und wurde ursprünglich als Kunstgewerbeschule genutzt.

## Dauerausstellung
In der Dauerausstellung werden Fossilien aus verschiedenen Epochen der Erdgeschichte präsentiert. Paradestücke sind das bislang einzige Exemplar eines Archaeopteryx bavarica (anfänglich „Exemplar des Solnhofener Aktienvereins“ genannt, nun als „Münchener Exemplar“ bekannt) aus dem oberjurassischen Solnhofener Plattenkalk sowie der kleinste und größte Dinosaurier Bayerns. Außerdem sind neben vielen anderen Versteinerungen der Kopf eines Triceratops, ein pflanzenfressender Dinosaurier aus der Oberkreide von Nordamerika, sowie das Gomphotherium von Gweng und Skelette eines Riesenhirschs, eines Höhlenbären und eines Säbelzahntigers ausgestellt. Dokumentiert ist auch die Geschichte des Nördlinger Rieses, ein Krater, der durch einen Meteoriteneinschlag entstand.

## Persönlichkeiten
- Johann Andreas Wagner, Konservator
- Albert Oppel, Konservator
- Karl Alfred von Zittel, Direktor